# 恶龙崛起
《恶龙崛起》（法語：La fureur des gargouilles）是2009年美国/加拿大/法国/罗马尼亚电视电影导演由比尔·科克伦和生产的Syfy通道。
它是18的膜中的食人者系列。

## 故事
杰克去法国。在这里，她的朋友，参观了历史悠久的地下教会。神秘生物攻击他们。当天晚上，卡罗尔被杀害了。我认为，杰克想解决她的死亡之谜。下到地下室的寺庙。这里他遇到了一个嗜血的石像鬼...

## 演員
| 演員       | 角色           | 國語配音 | 粵語配音 |
| ---------- | -------------- | -------- | -------- |
| 杰克       | 艾里克·巴弗尔  | ？？？？ | ？？？？ |
| 妮可       | 嘉露·連妮安    | ？？？？ | ？？？？ |
| 父亲盖博   | 尼克·曼科梭    | ？？？？ | ？？？？ |
| 督察吉伯特 | 仪返·休·大弗德 | ？？？？ | ？？？？ |
| 沃尔什     | 贾斯汀·塞林格  | ？？？？ | ？？？？ |
| 卡罗尔     | 坦亚·克拉克    | ？？？？ | ？？？？ |

## 外部連結
- 互联网电影数据库（IMDb）上《恶龙崛起》的资料（英文）